# Oliván (Huesca)
Oliván (en aragonés Oliván, u Olibán) es una localidad española perteneciente al municipio de Biescas, en el Alto Gállego, provincia de Huesca, Aragón.

## Historia
Fue un municipio independiente hasta 1974 cuando se dividió entre Biescas y Sabiñanigo.

## Patrimonio
- Iglesia de San Martín, situada en el pueblo
- iglesia de San Juan de Busa (s.XI), de camino a Lárrede.[5]
- Ermita de la Virgen de las Canales, gótica, siglo XVI. Cabecera recta y bóveda apuntada. Está en ruinas.[6][7]
- Zoque de la Virgen chica. De planta cuadrada, arco de medio punto, cubierta a dos aguas. Construido con sillarejo. Tiene limosnero.[8]

## Demografía
| Gráfica de evolución demográfica de Olivan entre 1842 y 1960 |
| |
| Población de derecho según los censos de población del INE Población de hecho según los censos de población del INEEntre el censo de 1857 y el anterior, este municipio desaparece porque se integra en el municipio Casbas de Jaca Entre el censo de 1877 y el anterior, aparece este municipio porque cambia de nombre y desaparece el municipio Casbas de Jaca Entre el censo de 1970 y el anterior, este municipio desaparece porque se integra por partes en el municipio Biescas y Sabiñánigo |

## Galería

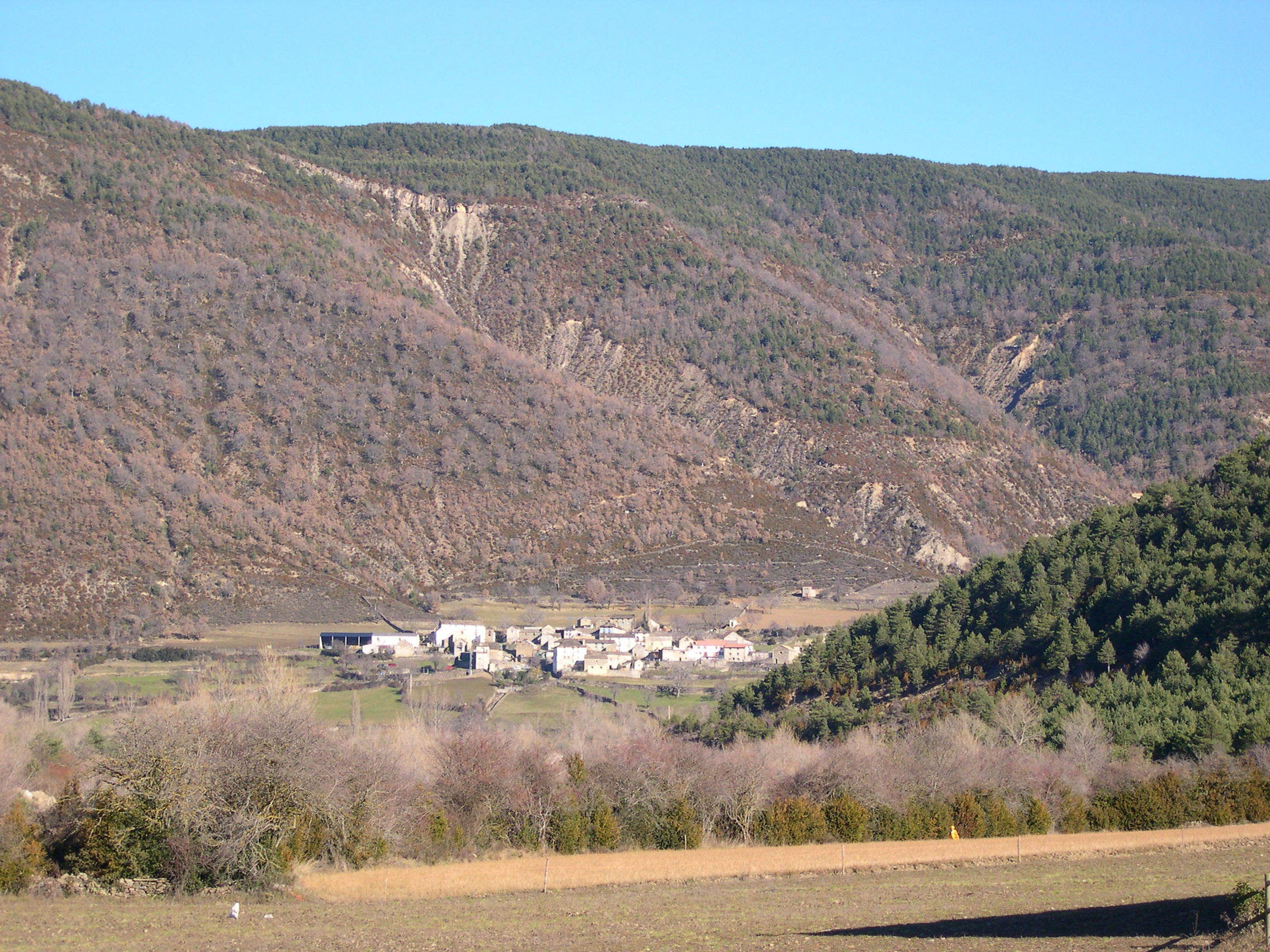
Vista lejana de Oliván.
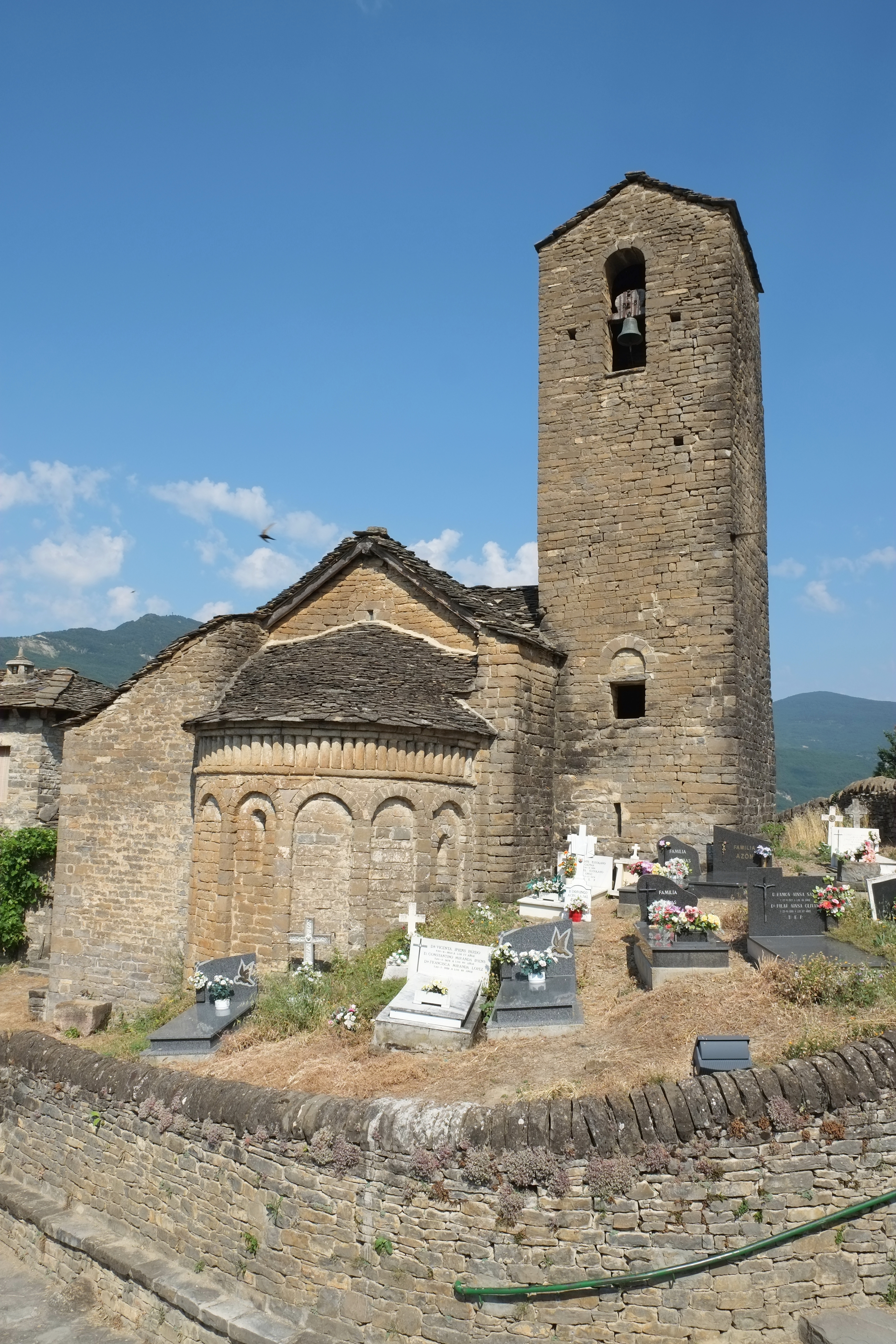
Iglesia de San Martín.
Vista panorámica de la iglesia de San Juan de Busa, en las afueras de Oliván.
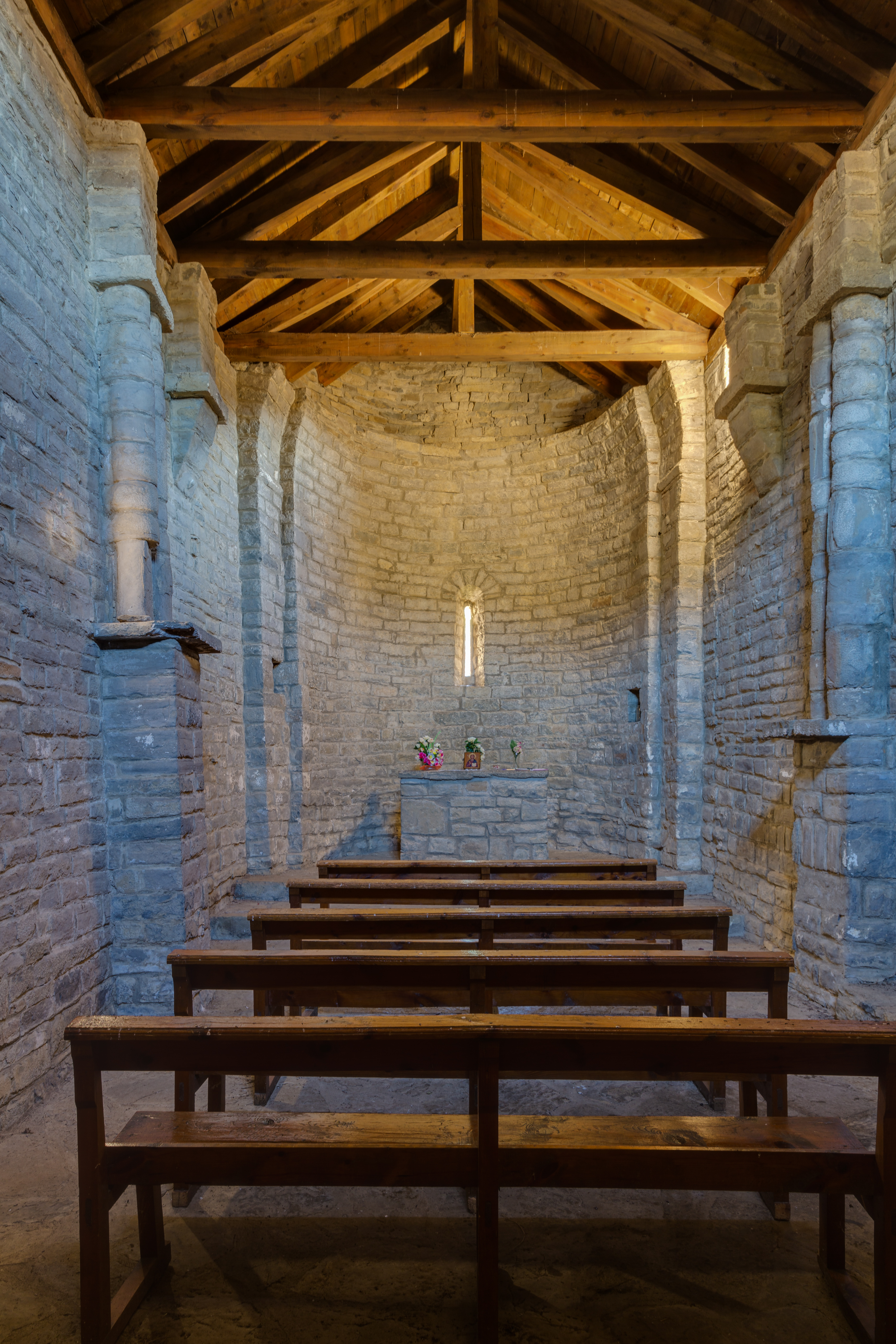
Interior de la iglesia.